# Morning Dew
Se även, Morning Dew (album av Høgni Lisberg).
"Morning Dew", även känd som "(Walk Me Out in the) Morning Dew", är en sång skriven av kanadensiska sångaren Bonnie Dobson 1962. Därefter har den blivit en standardlåt.
Enligt Dobson i en intervju från 1993 är "Morning Dew" inspirerad av filmen On the Beach från 1959.
Fred Neil hörde Dobsons sång och arrangerade om den för att passa hans stil. Tim Rose hörde Neils version och spelade in sin egen 1966 och satte dit sig själv som medkompositör. Genom ett kryphål i den amerikanska copyrightlagen fick Rose möjligheten att kräva royalty. Dobson har vid upprepade tillfällen ifrågasatt Roses rättigheter till hennes verk.
Låten är mest känd genom en Grateful Dead-cover.

## Artister som har gjort egna versioner
- 1962 Bonnie Dobson, At Folk City
- 1964 Vince Martin & Fred Neil, Tear Down the Walls
- 1966 Tim Rose, Tim Rose (originalalbum md det namnet, av två), "Morning Dew" (singel), plus senare nyinspelningar.
- 1967 Episode Six, "Morning Dew" singel
- 1967 Grateful Dead, The Grateful Dead, plus ett livealbum "Europe '72" från 1972 samt ett stort antal CD-album sedan 1995.
- 1968 Lulu, "Morning Dew" (singel)
- 1968 The 31st of February, Dreams (Allman Brothers anthology)
- 1968 Jeff Beck, Truth
- 1968 Ralph McTell, Eight Frames a Second
- 1968 Lee Hazlewood, Love and Other Crimes
- 1968 The Nova Local, Nova 1
- 1969 The Damnation of Adam Blessing, The Damnation of Adam Blessing
- 1969 Krokodil, Krokodil
- 1969 The Rats, The Fall And Rise—A Rat's Tale
- 1970 Salena Jones, Everybody's Talkin' About
- 1971 Nazareth, Nazareth
- 1973 Clannad, Clannad
- 1980 Long John Baldry, Long John Baldry
- 1984 Blackfoot, Vertical Smiles
- 1985 Einstürzende Neubauten, Fünf Auf der Nach Oben Offenen Richterskala
- 1990 Devo, Smooth Noodle Maps
- 1992 Dave Graney and the Coral Snakes, The Lure of the Tropics
- 1993 Screaming Trees, "Butterfly" (singel)
- 1994 Stark & Dawkins "Country Music, A White Man's Blues"
- 1997 King Loser, Caul of the Outlaw
- 1997 The Fatal Shore, "Fatal Shore"
- 2002 Robert Plant, Dreamland
- 2003 Mungo Jerry, Adults Only
- 2004 Audience, alive&kickin'&screamin'&shoutin'
- 2006 Serena Ryder, If Your Memory Serves You Well
- 2006 Christopher S. Wiginton "Proj 47"
- 2007 Dirtmusic, Eckman/Race/Brokaw
- 2007 Gov't Mule, New Years at the Beacon
- 2010 Gregorian, The Dark Side Of The Chant
- 2016 The National, Day of the Dead